# John Randall (homme politique)
Pour les articles homonymes, voir John Randall.
John Randall, né le 5 août 1955, est un homme politique britannique, membre du Parti conservateur. Il est député de la circonscription d'Uxbridge and South Ruislip de sa création en 2010 à 2015. Il était auparavant député d'Uxbridge depuis 1997.

## Jeunesse

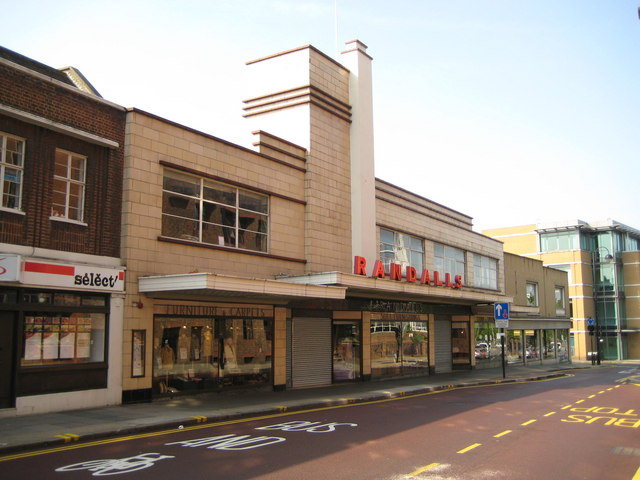
Randall's of Uxbridge

La famille de Randall vit à Uxbridge depuis de nombreuses années. La famille possède le grand magasin local Randalls d'Uxbridge sur Vine Street, qui a été fondé par son arrière-grand-père Philip Randall en 1891 et fermé en 2015.
Né à Uxbridge, Randall fait ses études à la Rutland House School, une école indépendante à Hillingdon dans l'ouest du Grand Londres et à la Merchant Taylors 'School à Moor Park, Hertfordshire. En 1979, il est diplômé de la School of Slavonic and East European Studies (qui fait maintenant partie de l'University College London) avec un baccalauréat spécialisé en langue et littérature Serbo-croate.
Randall devient plus tard directeur général de Randall's et l'un des trois actionnaires de l'entreprise. En 1994, il est trésorier honoraire de l'Association conservatrice d'Uxbridge, qui l'a ensuite élu président.
Il annonce en 2014 que le magasin familial fermerait, invoquant comme causes la baisse du chiffre d'affaires et la concurrence des achats en ligne. Parlant de la fermeture, il critique d'autres employeurs pour avoir utilisé des contrats zéro heure pour réduire leurs coûts. 

## Carrière Parlementaire

### Chambre des Communes
Randall est élu député d'Uxbridge lors d'une élection partielle après la mort de Sir Michael Shersby à la suite de la victoire écrasante du Parti travailliste aux élections de 1997. Randall a été agent électoral pour Shersby tout au long de la campagne électorale générale de 1997. Il devient le premier candidat conservateur à remporter une élection parlementaire partielle depuis la victoire du chef récemment élu du parti, William Hague, à Richmond en 1989.
Au cours de sa carrière politique, il siège à la commission spéciale de l'environnement, des transports et des affaires régionales et à sa sous-commission de l'environnement. Il est fermement contre l'expansion de l'aéroport d'Heathrow.
En 1999, il est nommé whip de l'opposition, mais, en raison de son opposition à l'implication de la Grande-Bretagne dans la guerre en Irak, il démissionne par conscience en mars 2003. Il est ensuite reconduit en tant que whip en 2003. À la fin 2005, il est promu whip en chef adjoint conservateur. En 2010, il est nommé whip en chef adjoint et trésorier de la maison de Sa Majesté au sein du gouvernement de coalition.
Il est nommé conseiller privé le 9 juin 2010.
Il quitte le gouvernement en faisant l'éloge de David Cameron le 6 octobre 2013, au milieu d'un remaniement ministériel. Le 21 octobre 2013, il est fait chevalier, décernée par le prince de Galles le 12 février 2014. Le 10 juillet 2014, Randall annonce qu'il ne se représente pas aux élections générales de 2015.

### Chambre des Lords
Le 18 mai 2018, il est nommé à la Chambre des lords. Le 25 juin, il est créé pair à vie en tant que baron Randall d'Uxbridge, d'Uxbridge dans l'arrondissement londonien de Hillingdon. 

## En dehors du Parlement
En février 2016, il est nommé Envoyé spécial sur l'esclavage moderne auprès du maire de Londres, aux côtés d'Anthony Steen.

## Vie privée
Lord Randall épouse Katherine Frances Gray en 1986; le couple a deux fils et une fille. Randall est un fervent partisan du Uxbridge Football Club et du Saracens Rugby Club.